# José Wilfrido González
Pour les articles homonymes, voir José González et González.
González  Rojas est un nom espagnol. Le premier nom de famille, en général paternel, est González ; le second, en général maternel, souvent omis, est Rojas.
José Wilfrido González Rojas, né le 26 mars 1999 à Ciudad del Este, est un coureur cycliste paraguayen. 

## Biographie
Durant sa jeunesse, José Wilfrido González joue d'abord au football. Il finit toutefois par passer au cyclisme. En 2017, il devient double champion du Paraguay juniors. La même année, il se révèle au niveau continental en terminant deuxième du championnat panaméricain sur route juniors,. Il poursuit ensuite sa carrière au sein de divers clubs locaux. Chez les espoirs, il remporte de nouveaux titres de champion du Paraguay en 2019 et 2020. Il obtient par ailleurs de bons résultats dans des compétitions du calendrier national. 
Lors de la saison 2022, il est sacré champion du Paraguay sur route chez les élites. Il représente également son pays aux championnats panaméricains, aux Jeux bolivariens et aux Jeux sud-américains, où il prend la 21e place de la course en ligne.

## Palmarès et résultats

### Palmarès par année
- 2017
  -  Champion du Paraguay sur route juniors
  -  Champion du Paraguay du contre-la-montre juniors
- 2019
  -  Champion du Paraguay sur route espoirs
- 2020
  -  Champion du Paraguay sur route espoirs
  - 2e du championnat du Paraguay du contre-la-montre espoirs
- 2021
  - 2e du championnat du Paraguay sur route espoirs
- 2022
  -  Champion du Paraguay sur route
  - 3e du championnat du Paraguay du contre-la-montre

### Classements mondiaux
| Année                                 | 2022 |
| ------------------------------------- | ---- |
| UCI America Tour                      | 86e  |
|                                       |      |
| Légende : nc = non classéSource : UCI |      |